# Telegraphenpflanze
Die Telegraphenpflanze (Codariocalyx motorius, Syn.: Desmodium gyrans), auch Indische Telegraphenpflanze genannt, ist eine Pflanzenart innerhalb der Familie der Hülsenfrüchtler (Fabaceae). Besonderheiten bei Codariocalyx motorius sind die Nastien, schnelle Bewegungen, wie sie auch bei der Venusfliegenfalle (Thigmonastie) und der Mimose (Seismo- bzw. Thigmonastie) zu finden sind. Die deutsche Benennung erfolgt danach, dass ihre Form und Bewegung an einen optischen Flügel-Telegraphen erinnert.

## Beschreibung

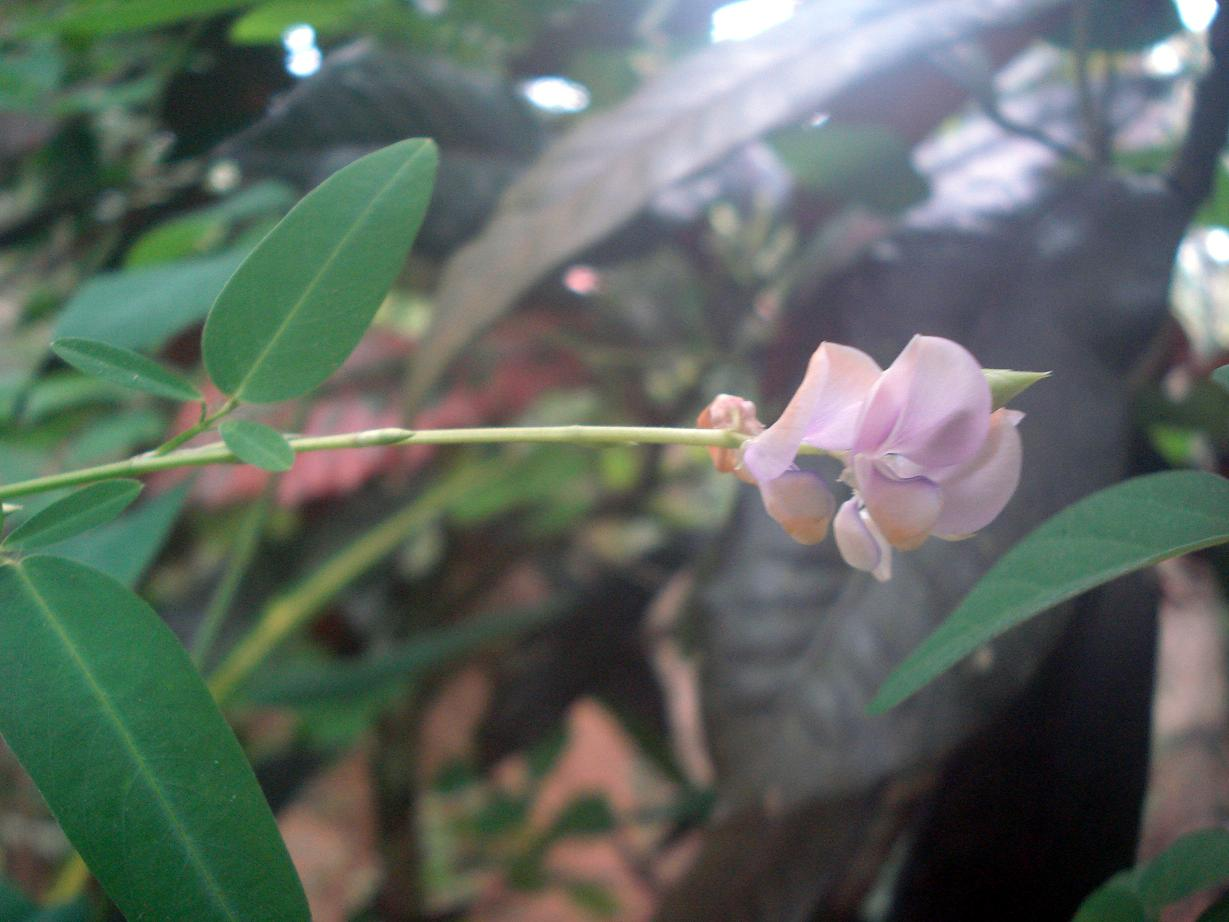
Zweig mit Blüten

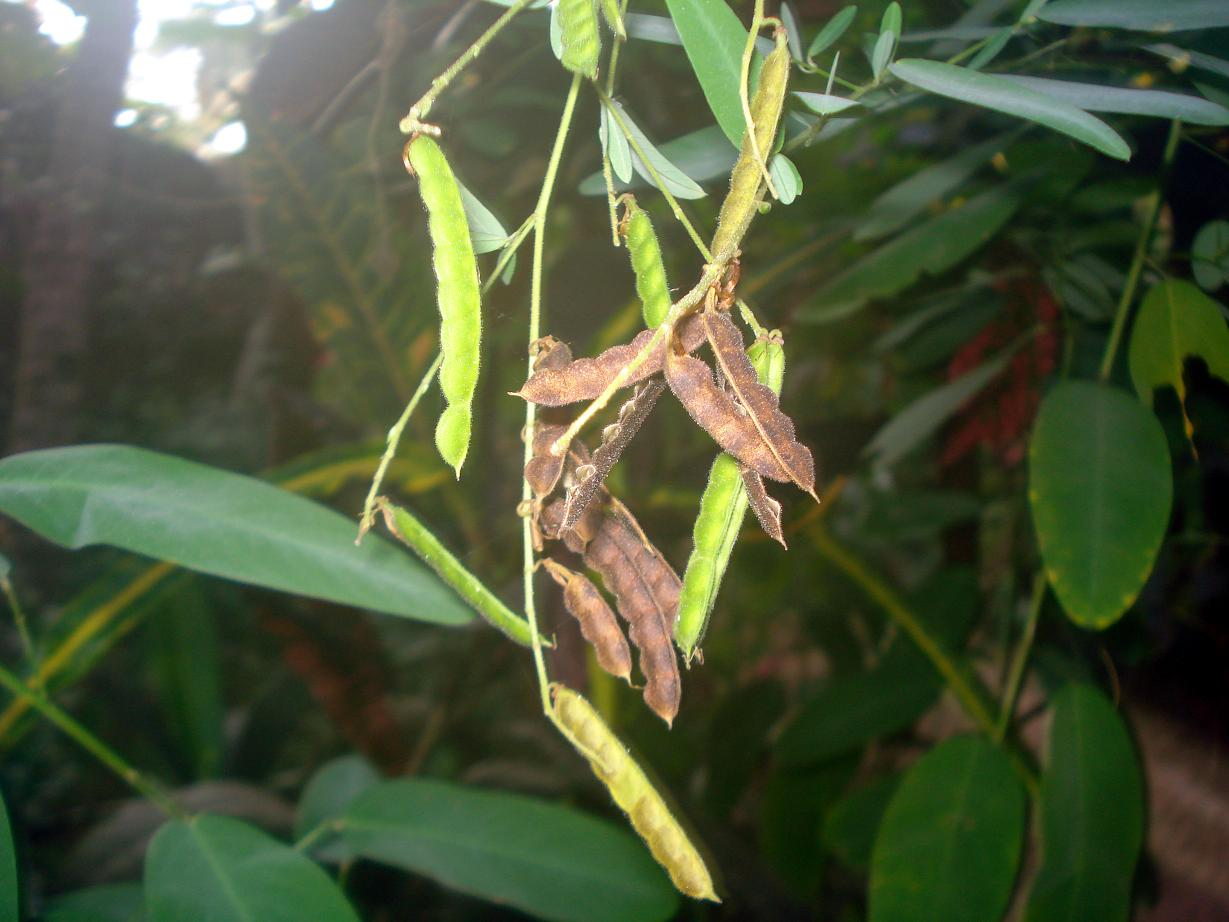
Früchte

### Vegetative Merkmale
Bei der Telegraphenpflanze handelt es sich um einen aufrecht wachsenden Strauch mit Wuchshöhen von 0,60 bis über 1,50 Metern. Die Rinde junger Zweige ist behaart bis kahl.
Die Laubblätter sind in Blattstiel und -spreite gegliedert. Der Blattstiel ist 1 bis 2,5 Zentimeter lang. Die gefiederte Blattspreite besitzt ein bis drei, kurz gestielte, ganzrandige, stumpfe bis spitze Fiederblättchen. Die zwei kleinen, Seitenbättchen, wenn vorhanden, sind 1 bis 2 Zentimeter lang und 3,5 bis 4,5 Millimeter breit. Das schmal-eiförmige bis eilanzettliche oder elliptische Endblättchen ist 4,5 bis 10,0 Zentimeter lang und 10 bis 25 Millimeter breit. Die Blattoberseite ist meist kahl, glatt und die Unterseite ist seidig behaart. Die abfallenden, länglichen Nebenblätter sind etwa 6,5 mm lang. Es sind fädige Nebenblättchen ausgebildet.
Die Endfiedern werden abends abgesenkt und hängen somit in der Schlafstellung fast vertikal herab, morgens werden sie wieder aufgerichtet und stehen nahezu horizontal. Dies geschieht unabhängig von äußeren Einflüssen, wie Temperatur und Beleuchtungsstärke. Hierbei handelt es sich um eine circadiane Rhythmik. Die Seitenfiedern vollziehen Drehbewegungen, deren Frequenz von der Temperatur abhängig ist. Mit steigender Temperatur nimmt auch die Frequenz zu. In der Regel beträgt diese Frequenz eine vollständige Drehung pro drei bis fünf Minuten. Die Funktion dieser ultradianen Rhythmik ist noch völlig ungeklärt. Sowohl die Bewegungen der Endfieder als auch die der Seitenfiedern werden durch Gelenke und Turgoränderungen in den Zellen dieser Gelenke verwirklicht. Der deutschsprachige Trivialname Telegraphenpflanze geht darauf zurück, dass man früher davon ausging, dass diese Pflanzenart mittels der Bewegungen der Fiedern in der Lage sei, miteinander zu kommunizieren.

### Generative Merkmale
Die Blütezeit reicht in Pakistan von August bis September. Die end- oder seitenständigen, traubigen, wenigblütigen und behaarten Blütenstände besitzen große, abfallende Tragblätter. Der Blütenstiel ist 1,5 bis 6,5 Millimeter lang.
Die zwittrigen Schmetterlingsblüten sind zygomorph und fünfzählig mit doppelter Blütenhülle. Die 2,5 Millimeter langen Kelchblätter sind verwachsen, wobei die Kelchzähne kürzer sind als die Kelchröhre. Die 7,5 bis 8,5 Millimeter langen Kronblätter sind rosafarben, Mauve bis purpur, violett oder orange.
Die leicht behaarte und an den Samen eingeschnürte, einseitig öffnende Hülsenfrucht ist bei einer Länge von 3 bis 4,4 Zentimetern und einer Breite von 5 bis 6,5 Zentimetern gerade bis leicht sichelförmig. Die bohnenförmigen, schwärzlichen und leicht nierenförmigen Samen besitzen einen kleinen Arillus.
Die Chromosomenzahl beträgt 2n = 22.

## Verbreitung
Codariocalyx motorius besitzt eine ursprünglich weite Verbreitung auf dem Indischen Subkontinent, Bhutan, Nepal, Myanmar, Kambodscha, Thailand, Vietnam, China, Taiwan, Malaysia, Brunei, Indonesien, auf den Philippinen, Osttimor, den Kleinen Sundainseln und in Australien. Auf Mauritius und Martinique ist Codariocalyx motorius verwildert. Ob es sich bei den Beständen auf Jamaika und den Gesellschaftsinseln um natürliche Vorkommen handelt oder ob es dort Neophyten sind, ist ungeklärt.

## Taxonomie
Die Erstveröffentlichung erfolgte 1779 unter den Namen (Basionym) Hedysarum motorium durch Maarten Houttuyn in Natuurlijke Historie, 2. Teil, 10, S. 246–247. Die Neukombination zu Codoriocalyx motorius (Houtt.) H.Ohashi wurde 1965 durch Hiroyoshi Ohashi im Journal of Japanese Botany, Volume 40, Issue 12, S. 367–368 veröffentlicht. 2011 schlugen Hiroyoshi Ohashi und Kazuaki Ohashi vor, den Gattungsnamen Codariocalyx für die Gattung zu behalten. Weitere Synonyme für Codariocalyx motorius (Houtt.) H.Ohashi sind: Codoriocalyx motorius (Houtt.) H.Ohashi, Codariocalyx gyrans (L.f.) Hassk., Desmodium gyrans (L.f.) DC., Desmodium gyrans (L.f.) DC. var. roylei (Wight & Arn.) Baker, Desmodium motorium (Houtt.) Merr., Desmodium roylei Wight & Arn., Hedysarum gyrans L.f., Hedysarum motorium Houtt., Hedysarum motorius Houtt., Meibomia gyrans (L.f.) Kuntze.

## Inhaltsstoffe
Codariocalyx motorius enthält in den vegetativen Pflanzenteilen geringe Mengen der Tryptamin-Alkaloide N,N-Dimethyltryptamin und 5-Methoxy-dimethyltryptamin.